# Rudolf Casagrande

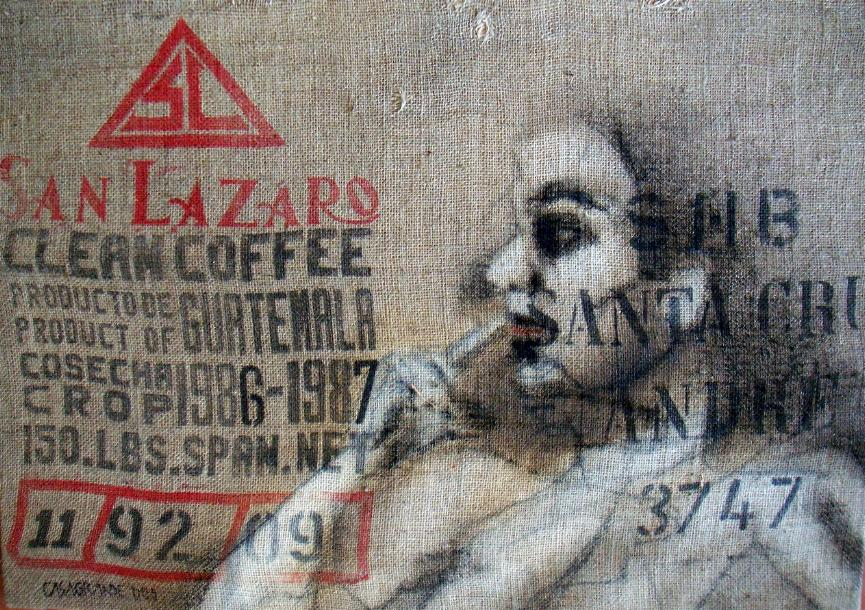
Oxydationsmittel auf Kaffeesack

Aus der Serie Hellsdoors, Kanaldeckel aus Südafrika

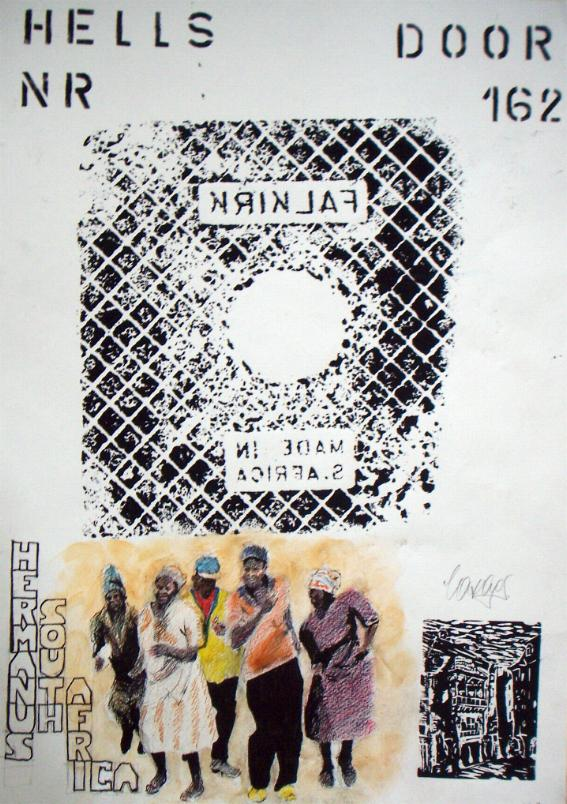
Aus der Serie Hellsdoors, Kanaldeckel aus Südafrika

Rudolf Casagrande (* 1942 in Innsbruck) ist ein österreichischer Künstler.
Casagrande absolvierte seine Ausbildung in Innsbruck an der Gewerbeschule HTL. Anschließend trat er in den Berufsverband bildender Künstler in Frankfurt ein, wo er Mitglied der Künstlergruppe Klosterpresse im früheren Karmeliterkloster wurde. Die Klosterpresse legte ihren Schwerpunkt auf grafischen Arbeiten, insbesondere Lithographien und Radierungen.
In dieser Zeit erhielt er den Auftrag für die Jahresgabe des Frankfurter Kunstvereins.
Um seinen Lebensunterhalt als Künstler abzusichern, nahm er in Berlin und München ein Studium als Bauingenieur auf, das er als Dipl. Ing. abschloss.
Nach dem Studium hielt er sich längere Zeit in Zaire, in Saudi-Arabien und im Libanon auf und unternahm Kurzstudienreisen in den Mittleren Osten und nach Asien. Während seines Aufenthalts in Zaire im Jahre 1975 begann er aus Mangel an verfügbaren Malleinwänden die Serie Alternative Malgründe, in der er Mehl- und Kaffeesäcke als Malgründe verwendete.
2002 war er Stadtzeichner in Krems/Niederösterreich im Stadtmuseum und der Kunsthalle Krems auf Einladung der Stadt Krems und des Landes Niederösterreich.
Einzelausstellungen von Casagrande waren im Gasteig München, in der Kunsthalle Nassereith und in verschiedenen Galerien zu sehen.

## Serien
- Hellsdoors. (Drucke von Kanaldeckeln aus aller Welt)
- Alternative Malgründe. (Mehlsäcke und Kaffeesäcke werden in einer aufwändigen Prozedur mit Hilfe von Schablonen je nach Helligkeit unterschiedlich lange gebleicht oder mit Oxydationsmittel getönt)

## Publikationen/Kataloge (Auswahl)
- Deutsche Bank München, Alternative Malgründe, Katalog 2005
- Gasteig – Kultur für München, Tore zur Unterwelt, Nr. 5/2002
- Süddeutsche Zeitung Extra, Drucke von Kanaldeckeln, 23.–29. Mai 2002
- Münchner Stadtentwässerung, Kanaldeckel aus aller Welt, Geschäftsbericht 2004
- Öl für Lagos, Buchverlag König, 2011, ISBN 978-3-943210-02-6.
- Wasser für Taif, Buchverlag König, 2013, ISBN 978-3-943210-22-4.
- Skizzenbuch Burma, neobooks, 2014, ISBN 978-3-8476-8224-0.
- Skizzenbuch Iran, Kindle Edition, 2014, ISBN 978-3-7380-2075-5.
- Kubanische Augenblicke, Buch Verlag König, ISBN 978-3-943210-35-4.